# Salsa (saus)
Met salsa, het Spaanse en Italiaanse woord voor 'saus', worden (meestal pittige) sauzen bedoeld uit de Latijns-Amerikaanse keuken. Veel salsa's worden bereid met rauwe ingrediënten.
Enkele voorbeelden van salsa's zijn: 
- Guacamole
- Pico de Gallo
- Salsa verde (groene salsa)
- tomatensalsa
- perzik-muntsalsa
- kiwi-papajasalsa
- bananensalsa
- maïs-paprikasalsa
- mangosalsa

Sommige soorten salsa worden gebruikt om maïschips in te dopen (als dipsaus).